# Bazilika svatého Jakuba Většího (Staré Město)
Bazilika svatého Jakuba Většího je klášterní kostel nacházející se v Praze na Starém Městě v Malé Štupartské ulici, na půli cesty mezi Staroměstským náměstím a Náměstím Republiky. Původně byl gotický, později byl přestavěn barokně. Jde o jeden z největších kostelů v Praze. Kromě bohoslužeb se zde konají také pravidelné varhanní koncerty. Kostel patří mezi pět pražských bazilik minor a přiléhá k němu minoritský klášter.

## Historie

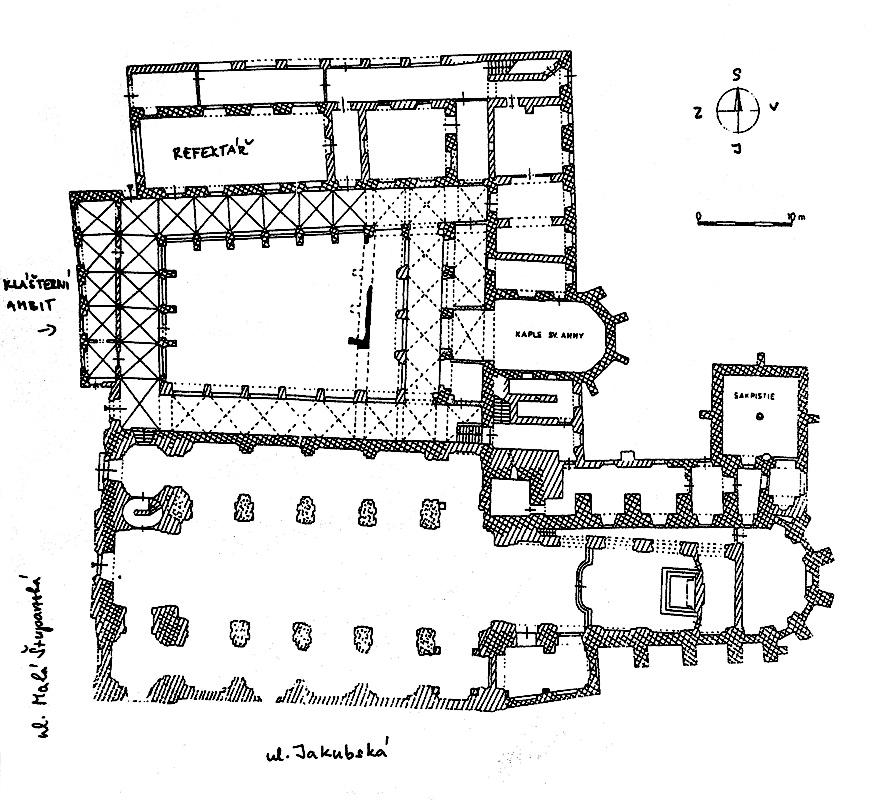
Půdorys kláštera a kostela

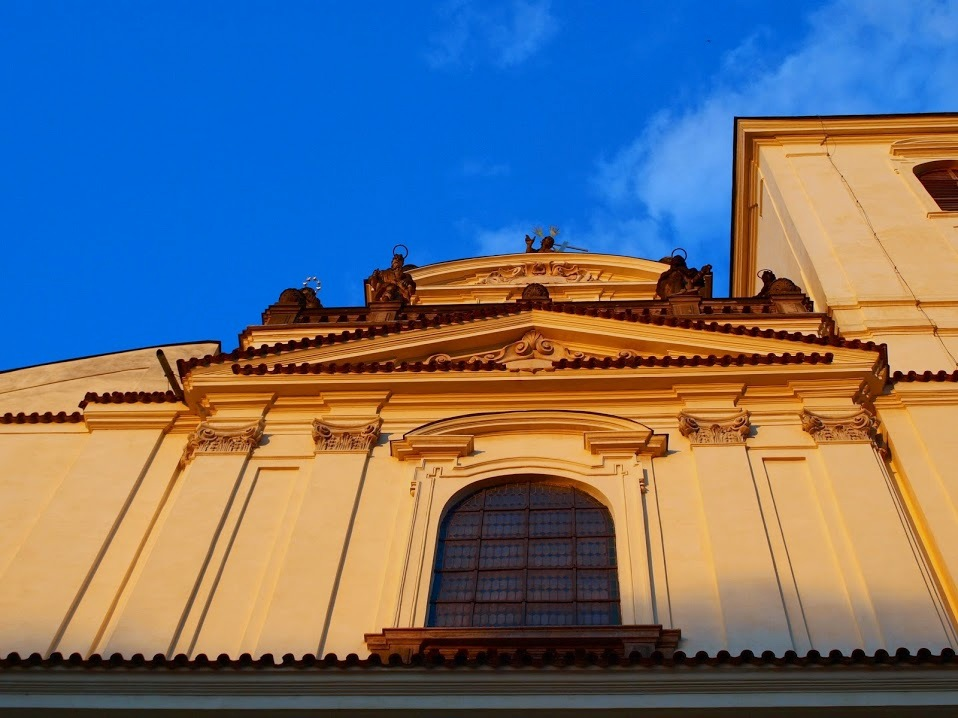
Průčelí nad portálem kostela sv. Jakuba

### Nejstarší stavba
Na základě četných důkazů lze s velkou dávkou jistoty předpokládat přítomnost zástavby v místech současného kláštera již koncem 12. století. Nejčastější úvahy mluví o malém dvorci s kostelíkem. Založení tohoto kostelíka pravděpodobně souviselo se získáním relikvií sv. Jakuba Přemyslem Otakarem I. Přesná poloha této stavby není známa, stejně tak ani její podoba.

### Pozadí vzniku kláštera
Za vlády českého krále Václava I. zasáhla Prahu nová vlna zbožnosti, ženoucí se celou křesťanskou Evropou. Probíhající Křížové výpravy nepřinášely jen nové objevy, ale podílely se na popularizaci a poznání Ježíšova života . Zároveň probíhalo utváření nové středověké společenské vrstvy – měšťanstva. Do měst se uchylovaly některé nově vzniklé církevní řády, tzv. mendikanti (žebravé řády). Jejich kláštery tak již nebyly enklávami v neosídleném prostředí. Mohly se plně spolehnout na život z darů šlechty a bohatých měšťanů. Do českého prostředí vstoupily žebravé řády poprvé za přičinění sv. Anežky, která založila klášter klarisek na Františku. S klariskami pronikla do Prahy i moderní evropská kultura – mj. např. gotická architektura.

### Přemyslovské počátky
Po příkladu sv. Anežky povolal její bratr, český král Václav I., do Prahy další žebravý řád – menší bratry (minority). O Václavově náklonnosti k minoritům svědčí poloha a rozměry plánované výstavby jejich kláštera. Klášter byl umístěn na důležité křižovatce. Nacházel se v těsné blízkosti hlavního pražského tržiště (současné Staroměstské náměstí), pár kroků východně stál dvůr cizích kupců (ungelt), kousek severněji se usadil cech řezníků a zbudoval zde masné krámy (strženy v 19. století, dnes ulice Masná). O významu lokality svědčí i to, že v ulici Štupartské zřídil své sídlo i Jan Lucemburský. Základní kámen byl položen roku 1232, přičemž nejprve musel být stržen starší přemyslovský kostelík sv. Jakuba. Zasvěcení nového klášterního kostela bylo zachováno. V roce 1244 byl klášter dokončen. Nacházel se severně od současné stavby. Z tohoto období se dodnes zachovaly cenné raně gotické žebrové klenby ve sklepích budovy střední průmyslové školy sdělovací techniky. Klášter zmiňuje Zbraslavská kronika, která uvádí, že 7. února 1311 se v refektáři kláštera konala hostina na počest korunovace českého krále Jana Lucemburského.

### Lucemburkové
V roce 1316 postihl klášter ničivý požár. O obnovu se postaral Jan Lucemburský se svou ženou Eliškou Přemyslovnou. Díky pozadí svého příchodu, spojeného s královským povoláním, se minorité v Čechách od počátku těšili velké popularitě mezi aristokracií. Ve středověkém prostředí, kdy život po smrti hrál zásadní roli, si šlechta budovala hrobky, někdy i sídla v klášterech a štědře je sponzorovala. Proto byly plány pro nový lucemburský klášter mnohem velkolepější, než se u minoritů předpokládá. Bylo navrženo rozměrné protáhlé trojlodí bazilikální dispozice s konventem přiléhajícím ze severní strany. Pro minority netypické tři věže jsou zásluhou zasvěcení – klášter se stal poutní zastávkou na Svatojakubské cestě do Santiaga de Compostela. Věže měly poutníkům usnadňovat orientaci. V roce 1323 byla dokončena kaple sv. Anny, v roce 1330 severní a jižní část ambitu. Nejpozději byla postavena západní a východní část ambitu a dále majestátní kostel, který byl v průběhu stavby z neznámých důvodu vychýlen z vlastní osy. Byl vysvěcen až v roce 1374 Janem Očkem z Vlašimi. Po dostavění se stal jedním z největších a nejvyšších pražských kostelů spolu s katedrálou sv. Víta a rozestavěným kostelem Panny Marie Sněžné. V roce 1378 došlo k úmrtí římského císaře a českého krále Karla IV. a kostel byl jedním z několika, kde bylo vystaveno jeho tělo před pohřbem.

### Baroko
Během husitských válek zůstal kostel díky blízkosti cechu řezníků, který klášter ubránil, vesměs nepoškozený. I tak však zpustl a musel být obnoven. Tyto práce byly svěřeny dvornímu architektu Ulricu Aostallimu. Za Rudolfa II. byl kostel nově vyzdoben, přibylo 15 oltářů a stěny hlavní lodě byly vyzdobeny erby (analogie v chóru katedrály sv. Víta). Roku 1603 zde byl pohřben kapelník Rudolfovy císařské kapely, Philippe de Monte. Zanedlouho však musel klášter čelit dalšímu nebezpečí – vpádu pasovských v roce 1611. I tentokrát byl klášter zachráněn řezníky. Po bitvě na Bílé hoře byla v roce 1622 v klášteře zavedena řádová teologická studia, později zde byla zřízena kolej sv. Bonaventury pro asi 12 studentů Karlovy univerzity. Kostel sv. Jakuba sloužil jako místo konání promocí. V roce 1689 se Evropa potýkala s politickou krizí. Rivalita panovníků v rámci boje o španělský trůn měla na svědomí četná žhářství v mnoha městech Evropy. Jeden z požárů, založený profrancouzskou stranou, zachvátil klášter. Zřítila se klenba, shořel refektář a jižní a východní část ambitu. Obnova byla nabídnuta přednímu fortifikačnímu architektovi Janu Šimonu Pánkovi, který během 12 let obnovu dokončil. Pánek respektoval a zachoval původní dispozici kostela. Zkrátil však chór a vyrovnal tak jeho vychýlení, které bylo pro barokní symetričnost nepředstavitelné. Strop byl snížen a zaklenut valenou klenbou s lunetami. Nad boční lodě byly umístěny tribuny. Na výzdobě kostela se podepsala celá řada významných barokních mistrů a učinila z něj tak pokladnici barokního umění.

### Moderní doba
V roce 1784 byl klášter v rámci Josefínských reforem zrušen, mniši tam však žili i nadále. V roce 1841 severní část vyhořela a byla prodána první průmyslové střední škole v Čechách, která budovu klasicistně přestavěla. V roce 1869 byla v refektáři zřízena první mateřská škola v českých zemích. Činnost minoritů byla obnovena ve 20. století. V roce 1941 proběhla rozsáhlá rekonstrukce. V roce 1974 byl kostelu udělen čestný titul basilica minor papežem Pavlem VI. Zásluhu na tom mělo i bohaté kulturní využití kostela, který je obdařen rozměrnými čtyřmanuálovými varhanami z roku 1705.

## Popis

### Předloha a dispozice
Dnešní podoba kostela se bez výraznějších změn dochovala z přestavby v 17. století. Jediným zbylým gotickým prvkem je východní hodinová věž. Celková dispozice odkazuje na jezuitské kostely Il Gesù v Římě a sv. Ignáce na Novém Městě, jedinou výjimkou je protáhlý chór, který zůstal z původní stavby, ač zkrácen o několik metrů. Ze severní strany přiléhá ke kostelu konvent kláštera a gotická sakristie se čtyřmi poli křížové klenby.

### Průčelí
Průčelí kostela je ve stylu klasicizujícího baroka s jednou věží na jižní straně. Severní věž nebyla po požáru 1689 obnovena. Atiku průčelí zdobí sochy sv. Jáchyma, sv. Anny, Panny Marie a sv. Jana, na štítu je pak socha Salvátora. Strohému průčelí dominují obrovské štukatury sv. Františka, sv. Jakuba a sv. Antonína Paduánského od Ottavia Mosta z let 1695–1701, které přidávají kostelu španělský nádech.

### Trojlodí

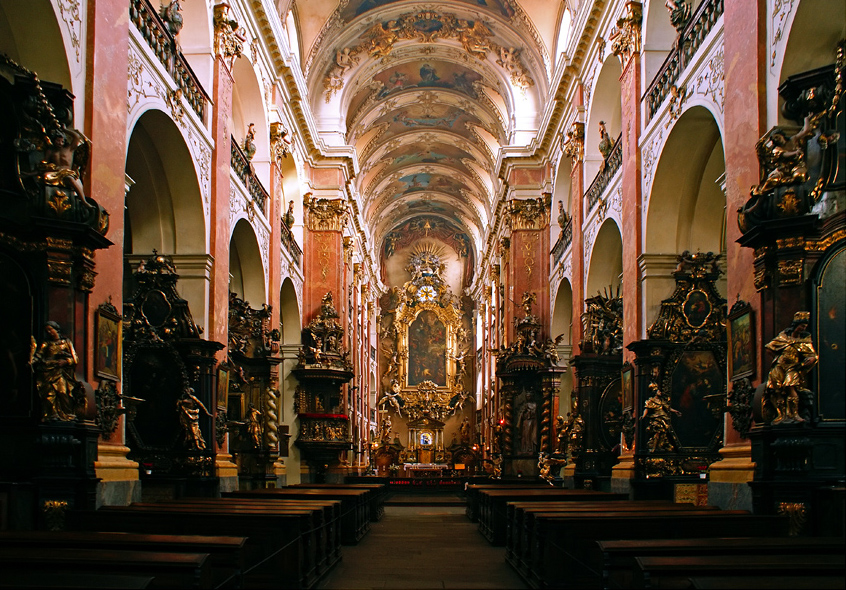
Interiér kostela

Prostor chrámu tvoří jednoduchou baziliku s tribunami. Interiér je přímo zahlcen mobiliářem, zahrnuje mj. 22 oltářů. Nachází se zde druhá největší sbírka oltářních obrazů od Petra Brandla. Zajímavá je rovněž i zavěšená kazatelna, podpíraná mohutným tělem lva. Mezi zajímavosti patří do zdi vsazená deska v severní boční lodi nad vchodem do ambitu, jež pochází z roku 1615 a nese varování od řezníků, podle kterého bude každý, kdo kostel ohrozí, rozsekán na kusy. Při prováděných opravách byly na některých místech trojlodí odhaleny drobné gotické prvky a části zdiva.

### Klenba
Současná barokní klenba je valená, s lunetami. Na jednotlivých polích klenby jsou fresky kadaňského malíře Františka Vogeta z roku 1736, znázorňující výjevy ze života Panny Marie, v chóru pak oslavu Nejsvětější Trojice. Původní gotické zaklenutí bylo o 5 m vyšší. Chór je od hlavní lodi oddělen triumfálním obloukem se štukovou výzdobou a znakem menších bratří, který vyobrazuje zkřížené krvácející ruce Krista a sv. Františka.

### Chór

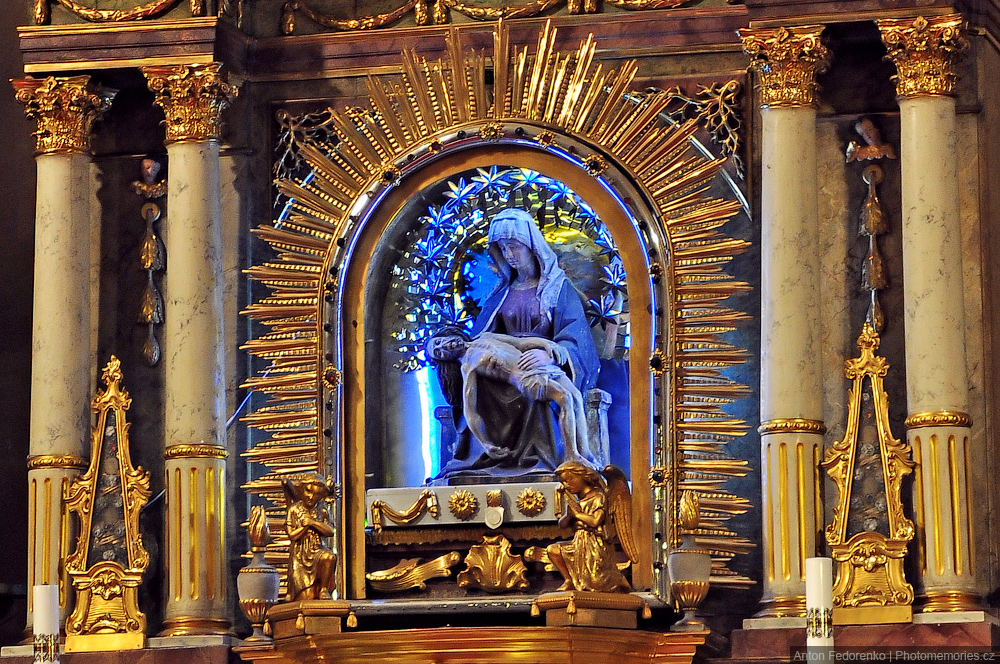
Dřevěná soška Piety z roku 1500

Chór je ukončen zdí s obrovským rámem, neseným anděly od řezbáře Matyáše Schönherra z let 1738–1739. V něm je vsazen hlavní oltářní obraz Stětí a glorifikace sv. Jakuba od V. V. Reinera. Císařskou korunu s krucifixem nad oltářem a klasicistní retábl pod ním vytvořil od Ignác Michael Platzer roku 1806. V retáblu je vsazeno vzácné dřevěné sousoší gotické Piety z poslední čtvrtiny 15. století, které se zachránilo při požáru roku 1689 a sloužilo až do josefínských reforem jako objekt poutních cest. Za současným chórem jsou zbytky polygonálně ukončeného gotického chóru se zbytky klenby z lucemburského období.

### Ostatní oltáře
Architektura oltářů a sochy v kaplích a oltáře v trojlodí jsou vesměs barokní.
- Oltář sv. Kříže na severní stěně chóru má různorodé části, Ukřižovaný je barokní z doby kolem roku 1730, truchlící Panna Marie se sv. Janem až z poloviny 18. století.
- Po stranách chóru jsou přistavěny kaple sv. Františka Serafinského (na severní straně) a sv. Anny (na jižní straně, s barokními dřevořezbami z dílny Františka Antonína Weisse).
- Oltář sv. Anežky České
- Oltář sv. Antonína Paduánského
- Oltář nanebevzetí Panny Marie
- Oltář Úteku Svaté rodiny do Egypta
- Oltář Navštívení Panny Marie, hlavní obraz Navštívení i obra Křtu Páně v nástavci jsou dílem Petra Kecka († 1730)
- Oltář sv. Josefa, obraz sv. Josefa  s Ježíškem v rukou, namaloval Petr Brandl.
- Oltář sv. Václava, obraz Zavraždění sv. Václava namaloval Petr Brandl, plastiky sv. Víta a Ludmily vyřezal Matěj Václav Jäckel
- Oltář sv. Valburgy s obrazem sv. Terezie z Ávily od Jana Kryštofa Lišky
- Oltář Panny Marie Radostné s obrazem od  Hanse von Aachen
- Oltář sv. Dismase
- Oltář sv. Jana Nepomuckého
- Oltář sv. Rodiny
- Oltář sv. Kříže
- Oltář Všech svatých, obraz namaloval Petr Brandl
- Oltář sv. Floriána
- Oltář sv. Judy Tadeáše
- Oltář sv. Tekly
- Oltář Ecce homo
- Oltář Nejsv. Trojice, portálový retábl řezal marek Nonnenmacher kolem roku 1710, obraz uvnitř namaloval Josef Mathauser (1890), barokní sochu Panny Marie Bolestné dodal František Geiger

### Kazatelna
Barokní dřevěná architektura je štafírovaná na mramor, figura lva s kartuší nese chronogram 1714. Na stříšce je socha Boha Otce a Krista Salvátora mezi anděly, pod nimi sochy sv. Ludvíka z Toulouse, sv. Františka Serafínského, sv. Bonaventury a sv. Antonína Paduánského.

### Náhrobek Václava Vratislava z Mitrovic

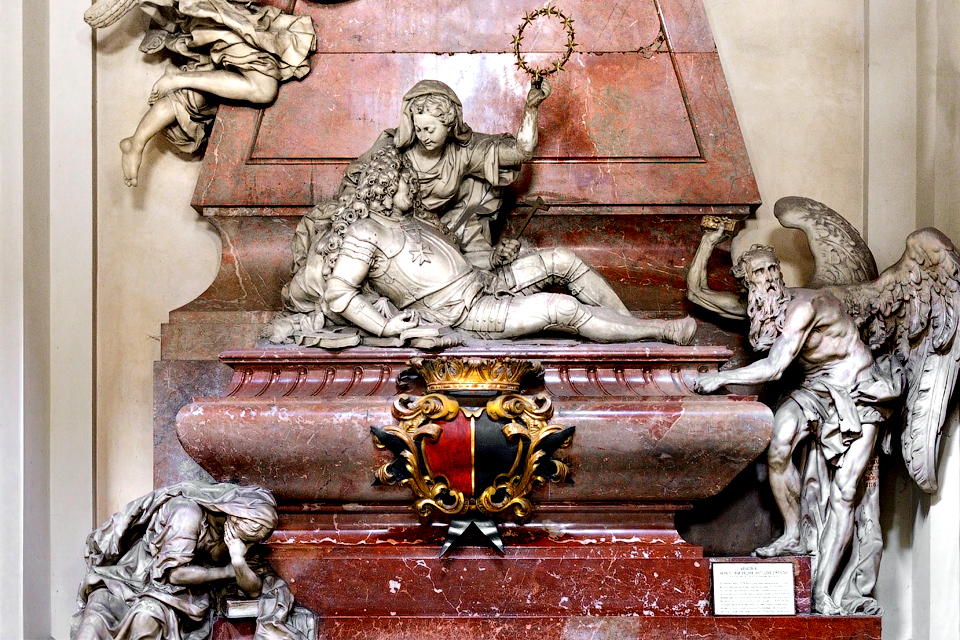
Náhrobek Jana Václava Vratislava z Mitrovic

V závěru severní boční lodi stojí náhrobek Jana Václava Vratislava z Mitrovic, nejvyššího kancléře Království českého, vynikající práce Ferdinanda Brokoffa podle ideového konceptu G. Heraea a architektonického návrhu J. B. Fischera z Erlachu, dílo evropského významu z let 1714–1716. Sochy jsou tesané z pískovce a štafírované hnědo-bílým mramorovým nátěrem, architektura je z hnědého sliveneckého mramoru. Na náhrobní tumbě spočívá socha zesnulého ve zbroji s maltézským křížem na kyrusu, podpírá jej žena, alegorie Slávy s věncem Nesmrtelnosti v ruce. Nad nimi se vznáší Fáma jako anděl s trubkou a zapisuje na desku obelisku slavné skutky zesnulého. Na levém rohu sarkofágu sedí truchlící žena, alegorie Žalu (či Kontemplace) s otevřenou knihou života u nohou (někdy též uváděna jako Věda) a z pravé strany je nakročen stojící okřídlený stařec: bůh Chronos s přesýpacími hodinami, chybí mu kosa (doložená na starém náčrtku) a věnovací nápis z roku 1715.

### Lavice
Dřevěné šestimístné lavice jsou barokní, z první čtvrtiny 18. století. Pod kruchtou stojí jednodílná lavice z počátku 18. století, s vyřezávanými detaily a aliančními erby Václava Josefa Lažanského z Bukové a jeho manželky Marie Gabriely, rozené Černínové z Chudenic.

### Varhany

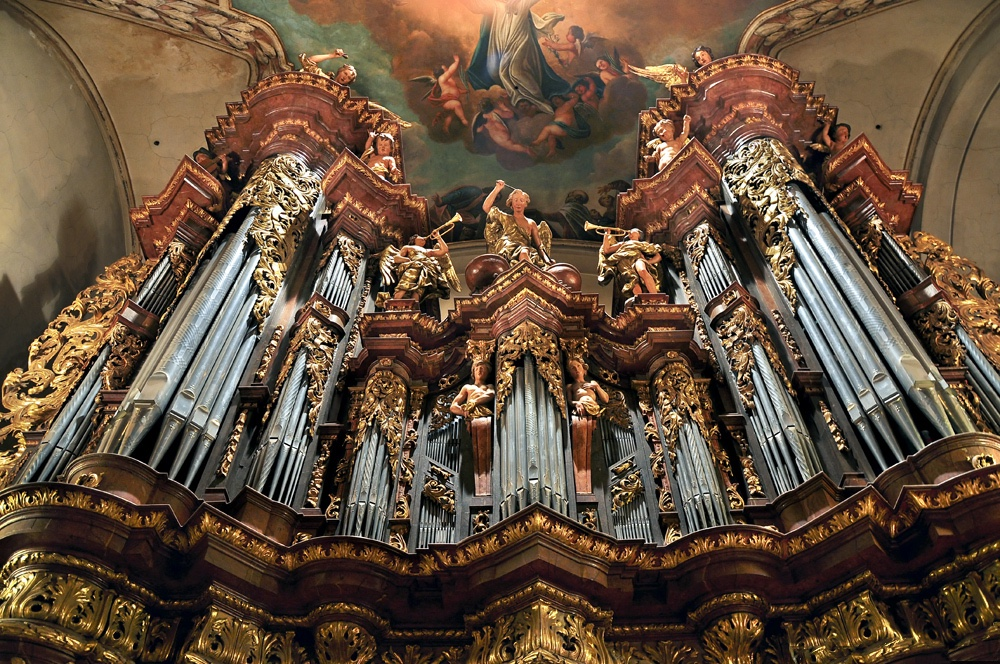
Svatojakubské varhany

Původní varhanní skříň z roku 1705 je dílem známého českého varhanáře Abrahama Starka z Lokte, se sochami z dílny Matěje Václava Jäckela. Během staletí prodělaly varhany mnohé změny. V roce 1754 došlo k první přestavbě, kterou provedl kralický varhanář František Katzer. V roce 1906 upravila varhany pražská varhanářská firma Josef Černý a Josef Rejna. Další zásah proběhl v roce 1941. Podle návrhu Bedřicha Antonína Wiedermanna byly varhany přizpůsobeny pro moderní kompozice. Poslední rozsáhlou přestavbu provedl v letech 1981–82 závod Varhany Krnov. V nové rejstříkové dispozici byly obnoveny všechny původní Starkovy hlasy, z větší části i s původními píšťalami a ponechány i četné zajímavé romantické barvy. Současný nástroj má 4 manuály, 91 znějících rejstříků a 8 277 píšťal. Poslední oprava varhan skončila v létě 2011. Jedná se o varhany s největším počtem píšťal v Česku.

## Konvent

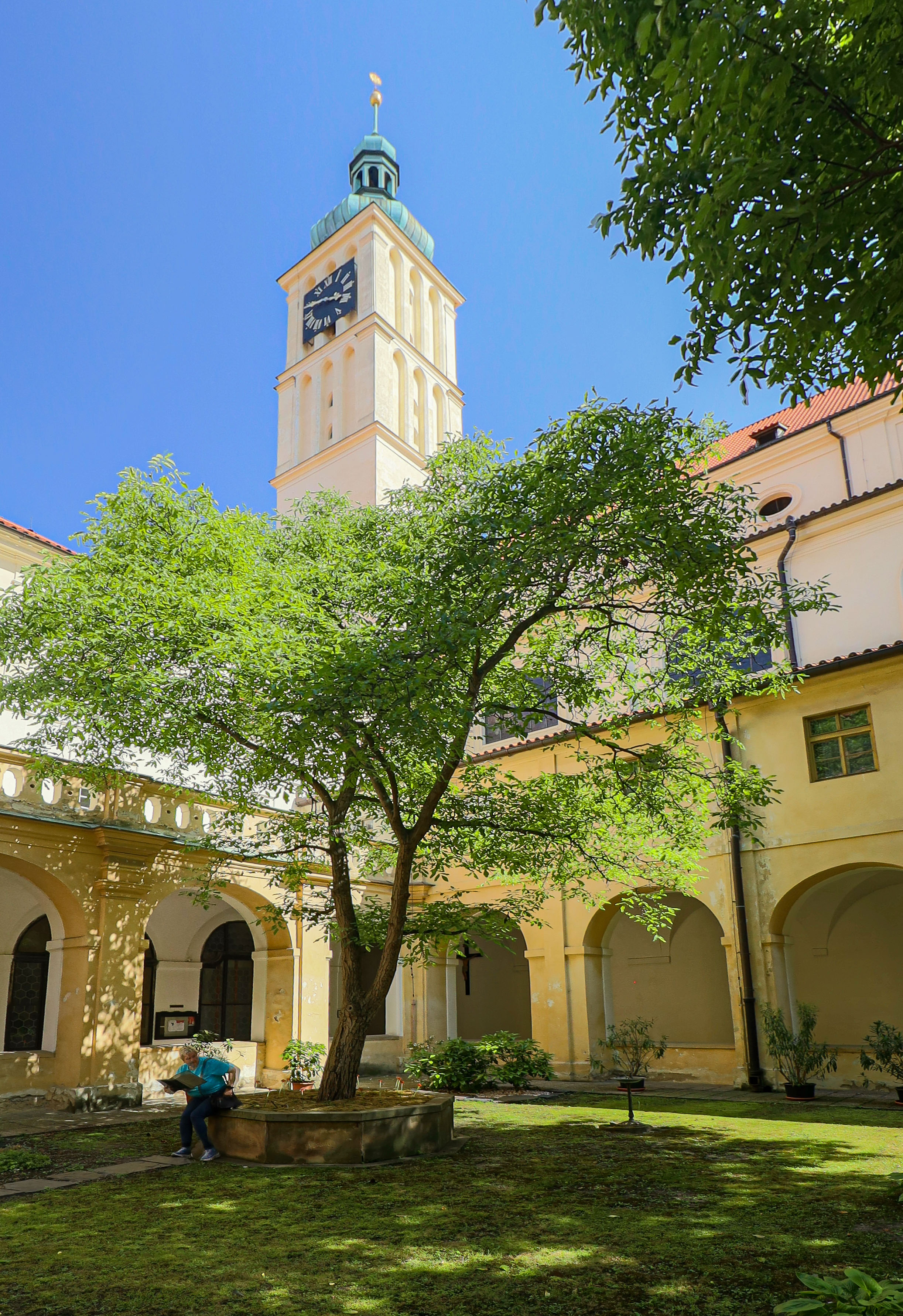
Věž kostela sv. Jakuba s rajským dvorem minoritského kláštera

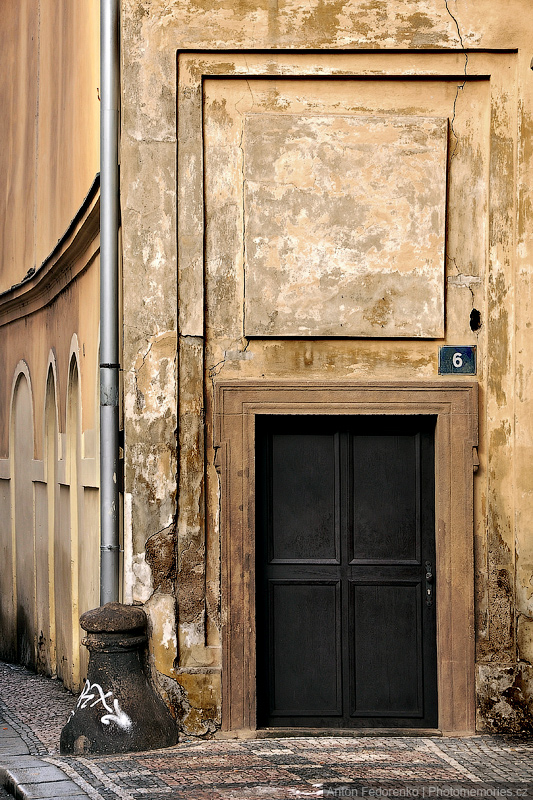
Nenápadný vchod do kláštera

Z ulice kryjí vchod do ambitu cenné dveře z roku 1665 s řezbami sv. Františka a sv. Antonína Paduánského. Jižní a západní část ambitu vznikla po barokní přestavbě. Západní část představuje unikátní dvojlodní prostor klenutý křížovými klenbami. Tato netypická dispozice podobná honosné vstupní síni dává tušit, že klášter sloužil i jako královské či šlechtické sídlo. Tento prostor byl v minulosti otevřen arkádami do ulice. Při archeologickém výzkumu se prokázalo, že stejnou dispozici měla před požárem 1689 i východní strana ambitu. Na východě přiléhá k ambitu kaple sv. Anny, původně gotická z roku 1323, přestavěná barokně a vyzdobena freskami od Františka Vogeta z konce 30. let 18. století (obdélný prostor, uzavřený pěti stranami osmiúhelníku, na výšku probíhající oběma patry tohoto křídla klášterní budovy). Na severu se nachází barokní zimní refektář, rovněž s freskami od Františka Vogeta znázorňujícími život sv. Františka. Nad ním je umístěn letní refektář s dalším cyklem fresek Františka Vogeta. Severní část konventu, obsahující zbytky raně gotických kleneb byla přestavěna klasicistně a od roku 1841 slouží vzdělávacím činnostem. V rajském dvoře je umístěna studna. Ve středověku se jednalo o tzv. suchou studnu, která nikdy nezamrzala.

## Legendy

### O zloději

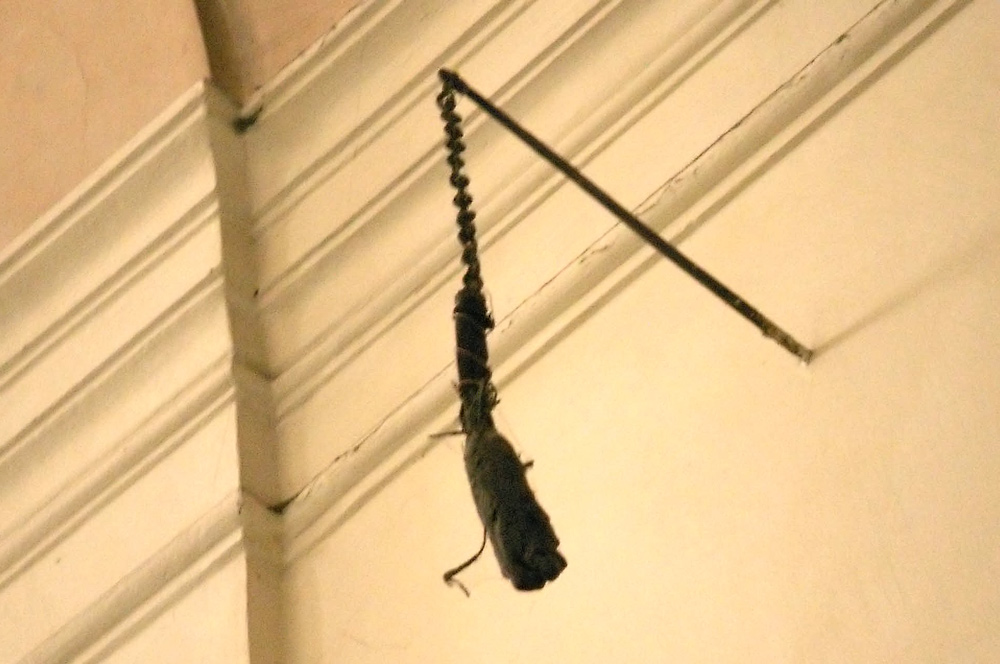
Zlodějova ruka

Ke kostelu se váže několik starých legend. Jedna pojednává o zloději, který po bohoslužbě zůstal uvnitř a v noci si začal vesele krást. Když se však napřáhl pro dřevěnou sošku Panny Marie, chytila ho za ruku. Chytila ho tak pevně, že se zloděj nemohl vyprostit a musel počkat celou noc, než přišel překvapený farář. Zloděj se však i nadále nemohl hnout, a tak nezbylo, než mu ruku useknout. Bylo rozhodnuto pověsit ji u vchodu do kostela, aby všem připomínala jedno z Desíti přikázání. Zloděj se ze svého činu kál a jeho ruka visí v kostele dodnes.

### O malíři
Další legenda se váže k hlavnímu oltářnímu obrazu. Vypravuje o malíři z dílny V. V. Reinera, který měl na starosti postavu Panny Marie. Každý den se k ní modlil, aby ho nepostihl mor, který řádil ve městě. A byl toho vskutku ušetřen. Jeho manželka a děti již skonaly, on ovšem nadále pokračoval v práci. Avšak ve chvíli, kdy obraz dokončil, padl mrtev k zemi a jeho duše se přemístila okamžitě do nebe.

### O kancléři Václavovi z Mitrovic
Kancléř Václav z Mitrovic měl sen, ve kterém ho pohřbili zaživa. O několik let později, při jeho pohřbu, ho uložili do dřevěné rakve, zakopali, a na to místo položili mramorovou desku. O pár dní později začali místní lidé slyšet nějaké podivné zvuky na hřbitově. Pocházely z hrobu Václava z Mitrovic. Lidé ze strachu začali polévat hrob svěcenou vodou a po pár dnech zvuky opravdu přestaly. Při pohřbu Václavova syna však místní mniši našli něco hrozného. Dřevěná rakev byla rozbitá a v ní vězelo tělo Václava z Mitrovic v křečovité poloze. Marně tloukl na masivní mramorovou desku…

### Foglarova záhada
„Legendou“ je i část knihy Záhada hlavolamu od Jaroslava Foglara – v ní se pojednává o tajemném chlapci Janu Tleskačovi, který byl v tomto kostele zvoníkem a zde i za tajemných okolností zemřel – po jeho stopách se vypraví Rychlé šípy a ocitají se jak na zvonici, tak v labyrintu podzemních chodeb, kde jsou podle autora zřejmě pohřbeni mniši z 18. a 19. století. Milovníci Foglarových knih však zároveň připouštějí, že mohlo jít o jiný kostel, a že autor chtěl čtenáře záměrně zmást.

## Zajímavosti
Pietě Svatojakubské byla zasvěcena 30. kaple Svaté cesty z Prahy do Staré Boleslavi, která byla založena v letech 1674 – 1690. Donátorem kaple byl František Oldřich Kinský, prezident nad apelacemi.

## Seznam umělců, podílejících se na stavbě a výzdobě kostela

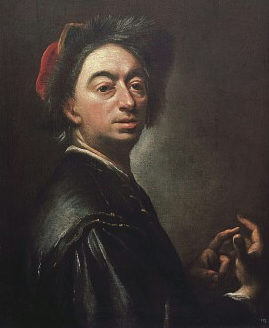
Petr Brandl

- Abondio Bulla (Bolla)
- Abraham Stark z Lokte
- František Geiger
- Ferdinand Maxmilián Brokoff
- František Voget
- Hans von Aachen
- Ignác František Platzer
- Ignác Michael Platzer
- Johann Bernhard Fischer
- Jan Jiří Heinsch
- Jan Jiří Šlanzovský
- Jan Kryštof Liška
- Jan Šimon Pánek
- K. Schartzmann
- Michael Václav Halbax
- Marek Nonnenmacher
- Matyáš Schönherr
- Ottavio Mosto
- Petr Brandl
- Petr Keck
- Richard Jan Prachner
- Václav Vavřinec Reiner

## Galerie

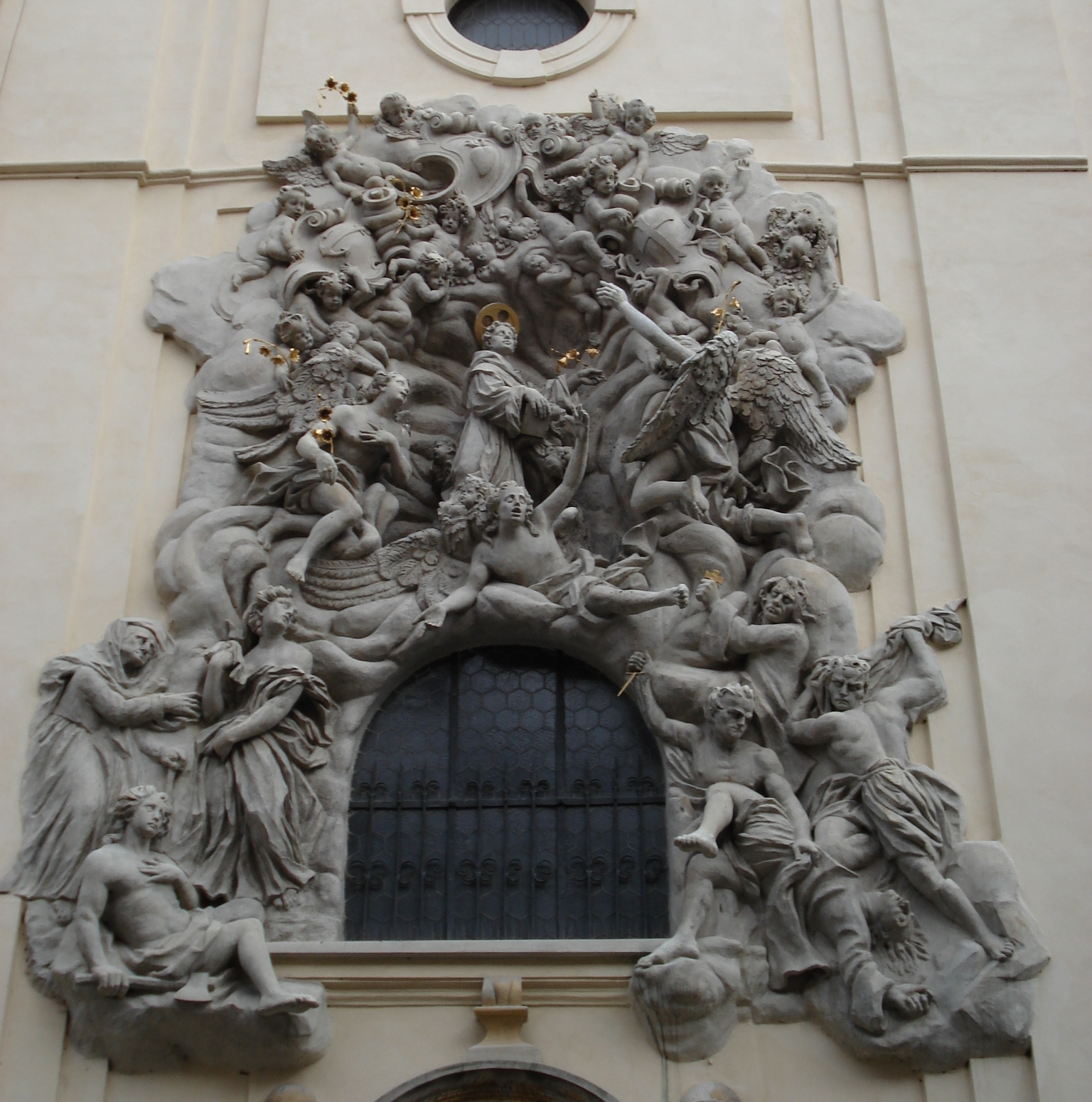
Sv. František z Assisi
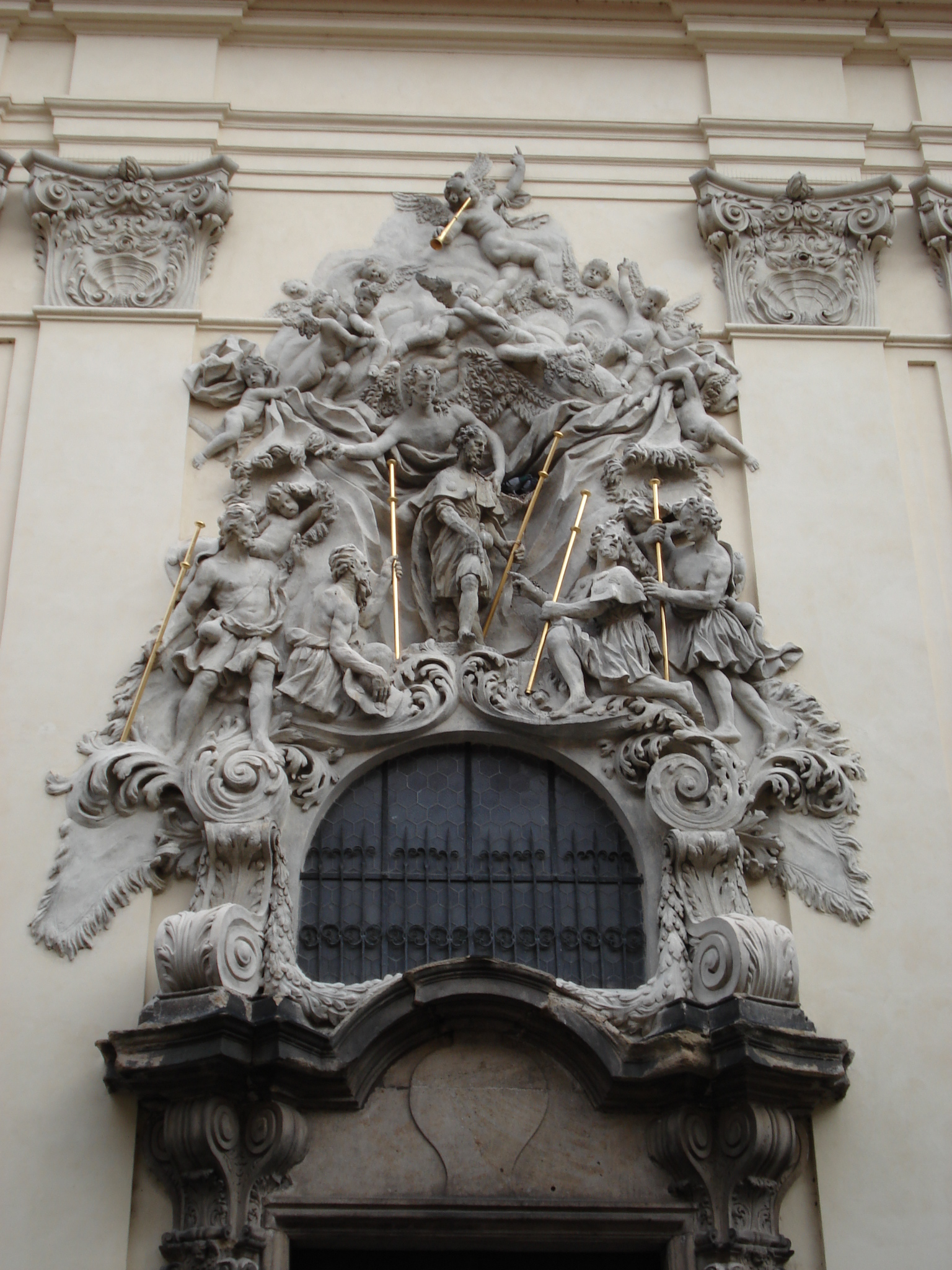
Sv. Jakub Větší
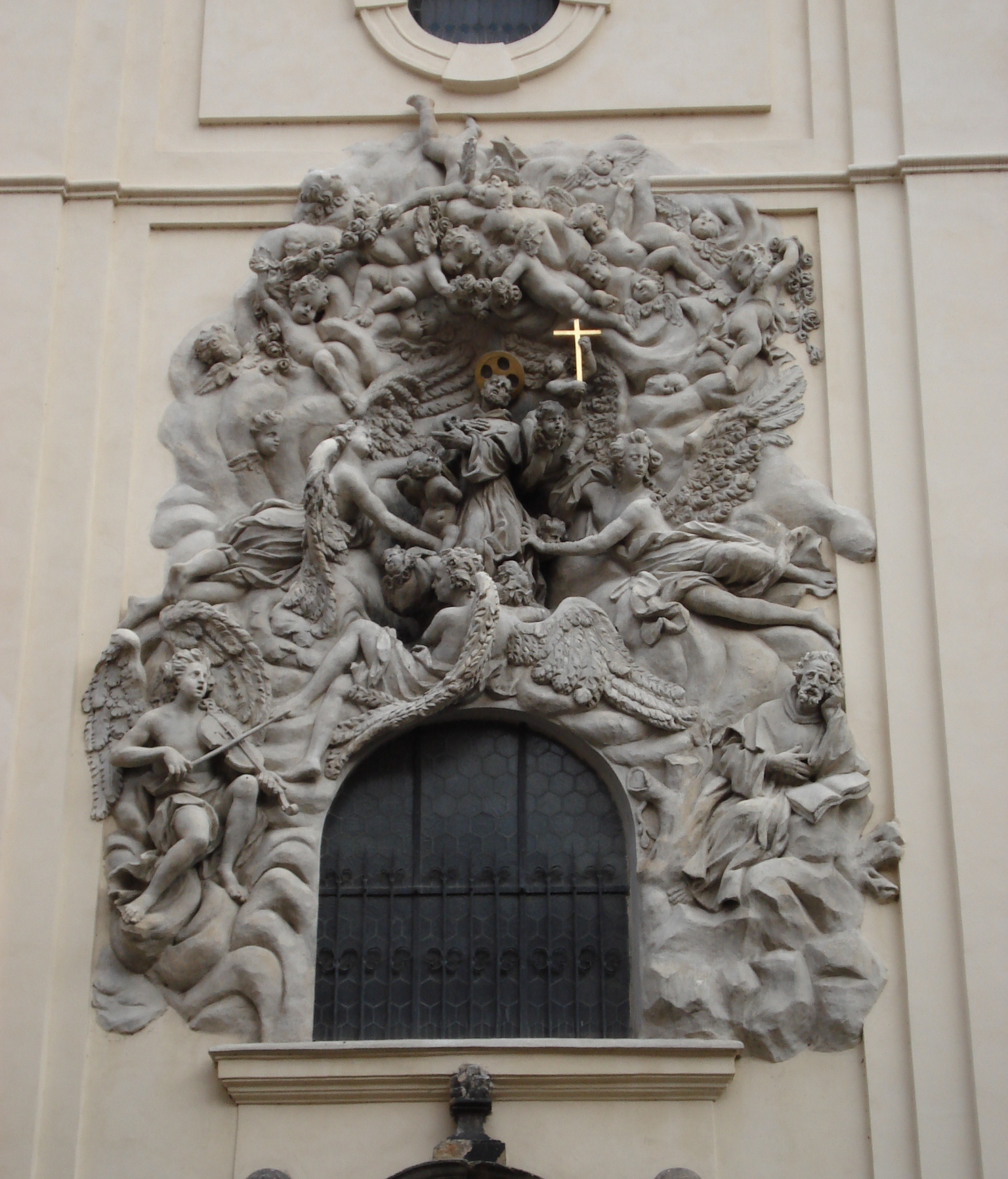
Sv. Antonín z Padovy